# Twardogóra
Twardogóra (niem. Festenberg) – miasto w Polsce położone w województwie dolnośląskim, w powiecie oleśnickim, w gminie Twardogóra, której jest siedzibą. Według danych GUS z 1 stycznia 2023 r. w Twardogórze mieszkało 6231 osób (500. miejsce w kraju).
W latach 1975–1998 miejscowość należała administracyjnie do województwa wrocławskiego, obecnie jest jednym z miast aglomeracji wrocławskiej.

## Demografia
Piramida wieku mieszkańców Twardogóry w 2014 roku.

## Historia nazwy miasta

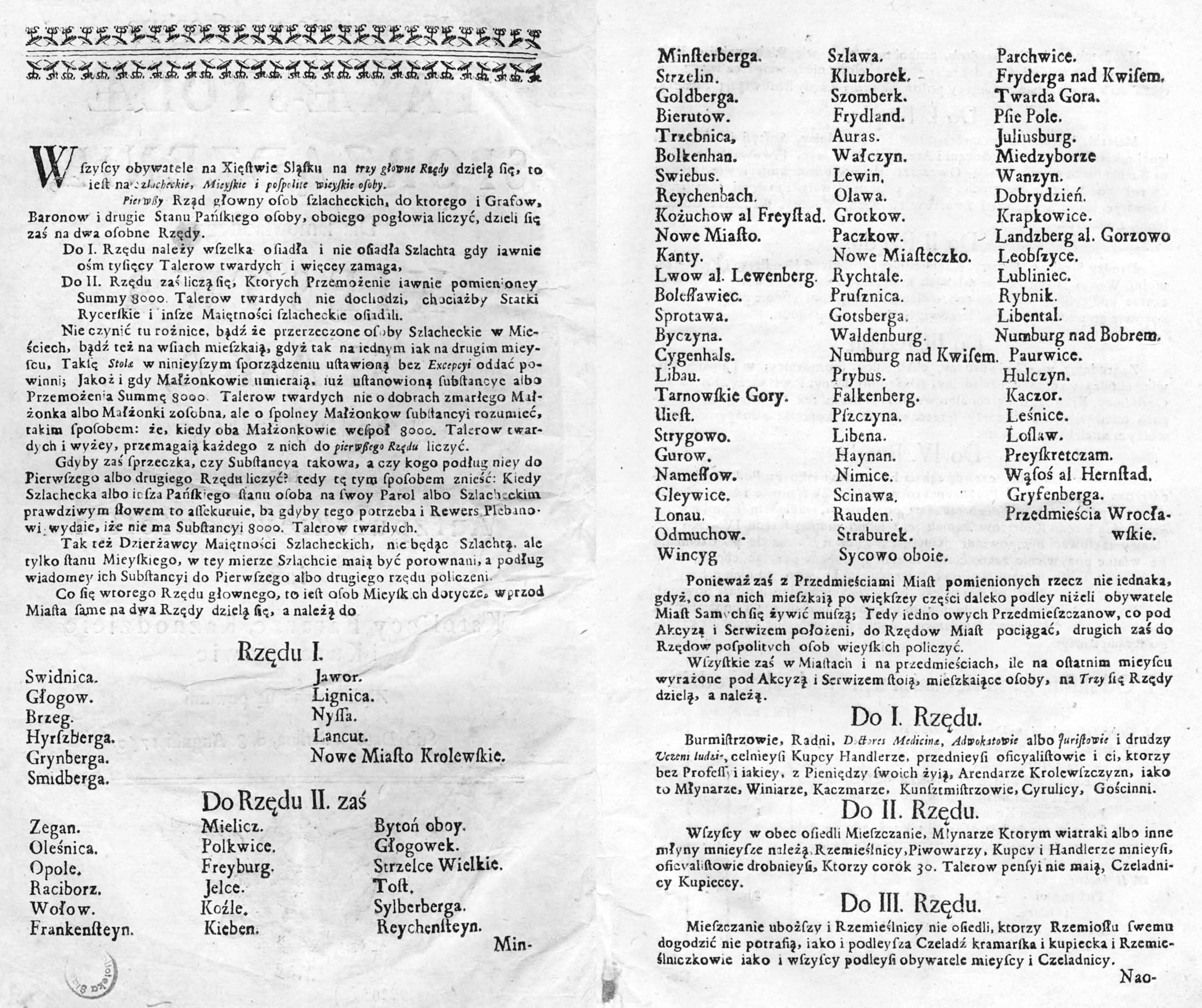
Twardogóra zapisana jako Twarda Gora wśród innych nazw śląskich miejscowości w
urzędowym pruskim dokumencie z 1750 wydanym w języku polskim
w Berlinie

W roku 1613 śląski regionalista i historyk Mikołaj Henel z Prudnika wymienił miejscowość w swoim dziele o geografii Śląska pt. Silesiographia podając jej łacińską nazwę: Festenberga.
W alfabetycznym spisie miejscowości na terenie Śląska wydanym w 1830 roku we Wrocławiu przez Johanna Knie miejscowość występuje pod nazwą niemiecką Festenberg oraz polską Twardagora.
Polską nazwę miejscowości w formie Twardagóra w książce "Krótki rys jeografii Szląska dla nauki początkowej" wydanej w Głogówku w 1847 wymienił śląski pisarz Józef Lompa. Słownik geograficzny Królestwa Polskiego wydany w latach 1880–1906 wymienia miejscowość pod nazwami: niemiecką – Festenberg, oraz polską – Twardagóra.
12 listopada 1946 nadano miejscowości polską nazwę Twardogóra.

## Położenie

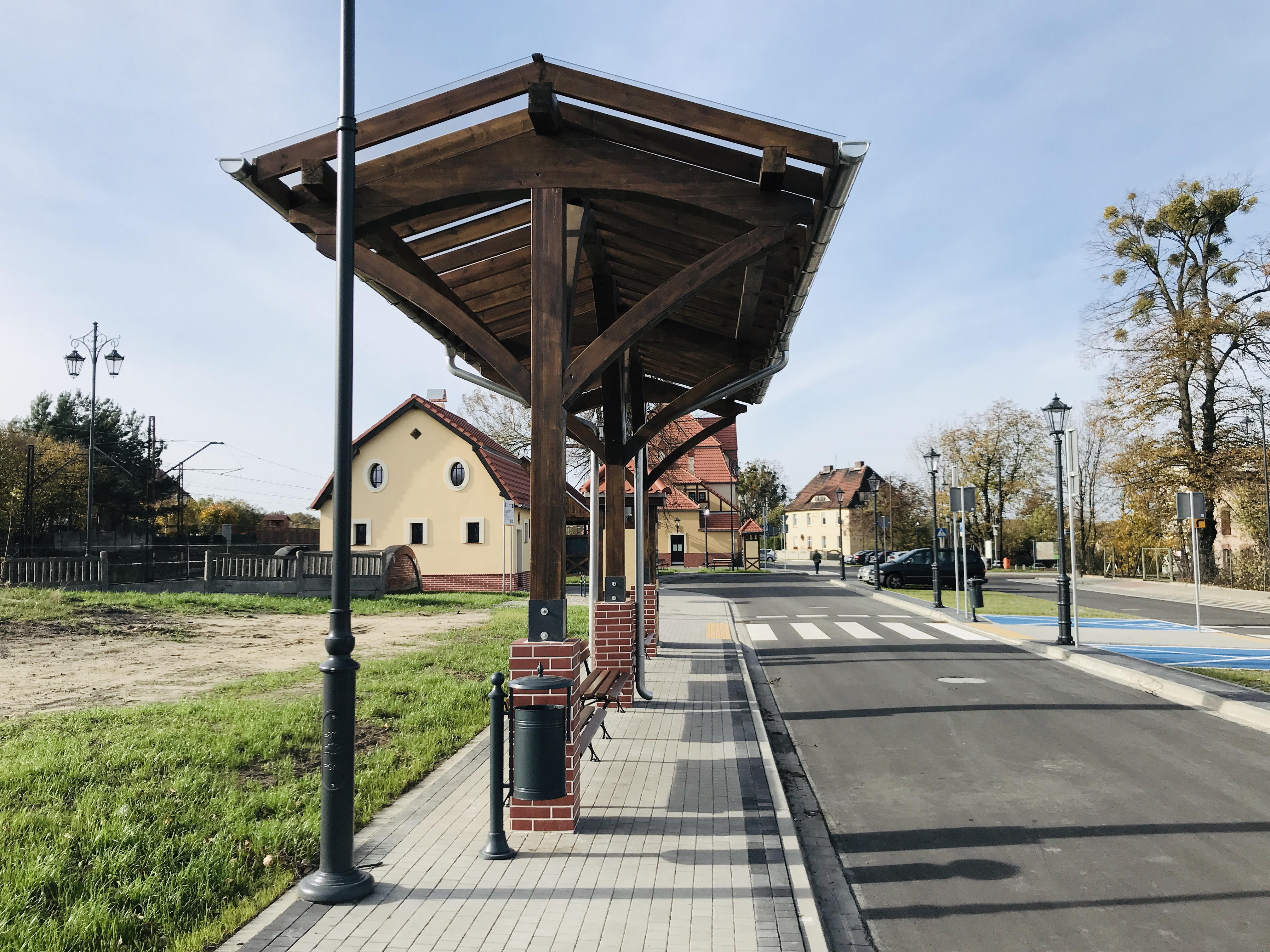
Przystanek Autobusowy w Twardogórze

Twardogóra położona jest w środkowej części Wzgórz Twardogórskich, u podnóża Gór Kocich, w odległości ok. 45 km od Wrocławia. Miasto posiada przystanek autobusowy (2 stanowiska) i stację kolejową Twardogóra. Komunikację autobusową zapewnia Polbus PKS Wrocław (linia 504 Wrocław przez Oleśnicę).

## Historia
W 1228 w okolicy miała miejsce bitwa między wojskami Henryka I Brodatego a wojskami Konrada mazowieckiego, w 1241 oddziały śląskie walczyły z Mongołami. Wyrosła z osady leśnej Twardogóra otrzymała prawa miejskie w 1293 na prawie niemieckim (na śląsku rozpowszechnionym jako prawo średzkie) przez księcia głogowskiego Henryka III. W XVII wieku nastąpiło ożywienie miasta, związane to było z napływem rzemieślników i rozwojem sukiennictwa, które w XIX wieku przekształciło się w przemysł fabryczny. W XVII-XIX w. ośrodek polskiego protestantyzmu, dziali tu m.in. Jan Cretius (1598-1668) i Jerzy Badura (1845-1911). 24 stycznia 1945 do Twardogóry wkroczyło wojsko polskie. Po II wojnie światowej powstały zakłady przemysłu drzewnego, węglowego, tartak, cegielnia oraz filia zakładów PZL-Hydral.

## Zabytki

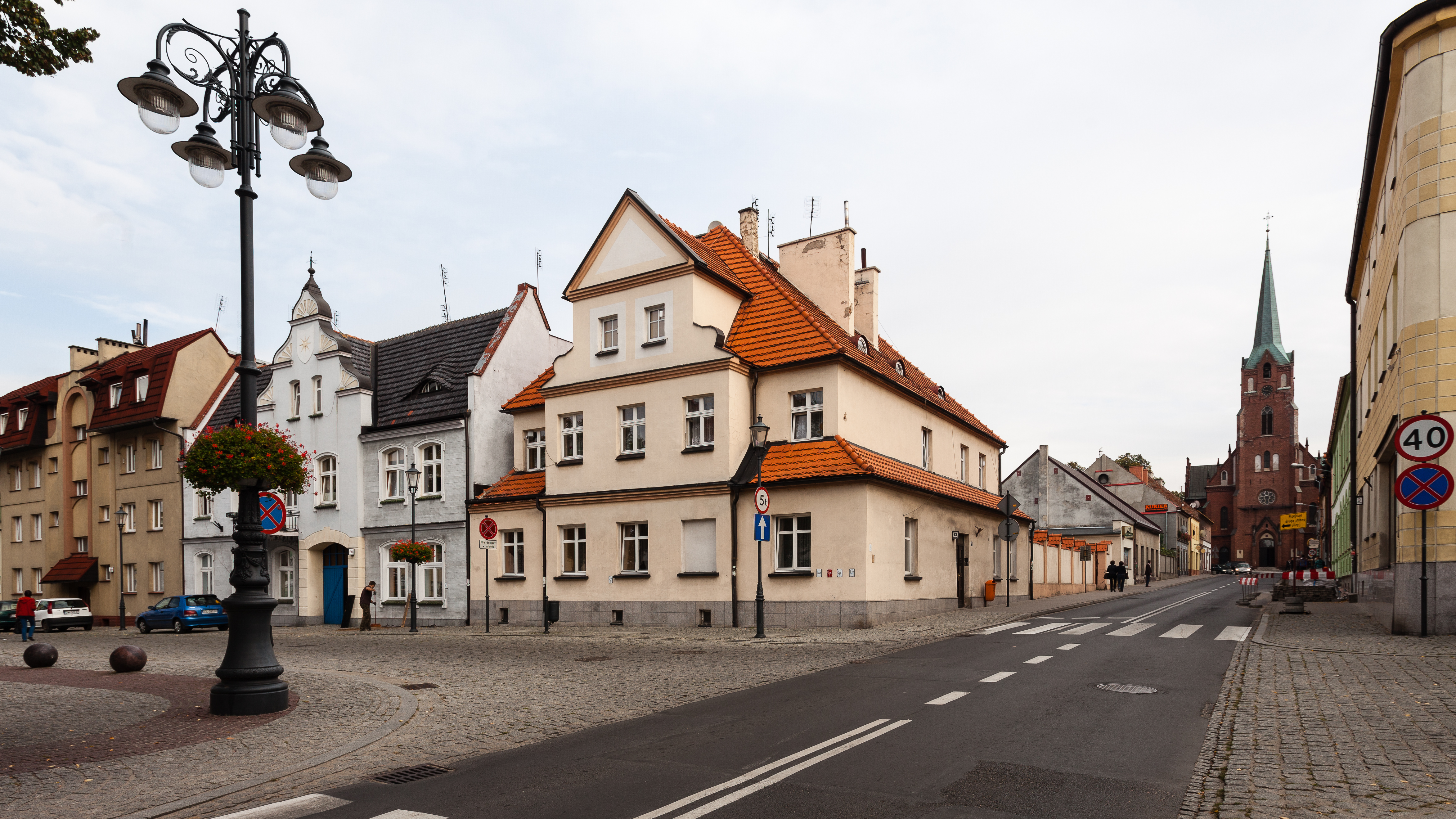
Rynek w Twardogórze

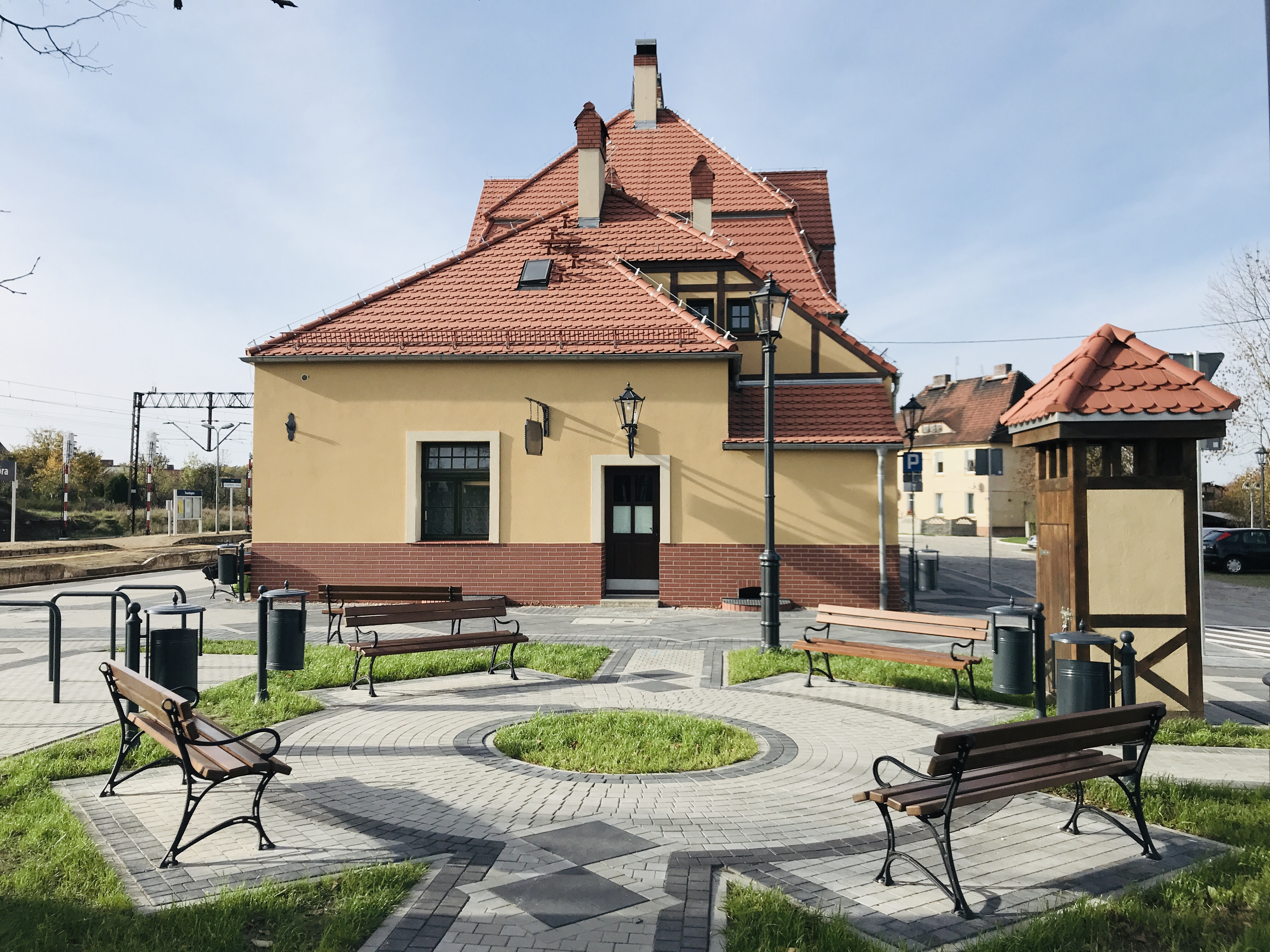
Twardogóra (stacja kolejowa)

Do wojewódzkiego rejestru zabytków wpisane są:
- ośrodek historyczny miasta,
- kościół ewangelicki pw. Świętej Trójcy i Matki Boskiej z 1879 roku, szachulcowy; obecnie nieczynny,
- kościół rzymskokatolicki, dawniej ewangelicki, parafialna sanktuarium bazylika mniejsza pw. Matki Bożej Wspomożenia Wiernych, zbudowana na miejscu starszej świątyni w latach 1874–1876 według projektu Karla Lüdeckego w stylu neogotyckim,
- barokowy pałac z parkiem zbudowany w pierwszych latach XVIII wieku przy ul. Wrocławskiej 6, restaurowany w XIX i dwukrotnie w XX wieku, co zatarło barokowe cechy budynku; obecnie zespół szkół,
- dom z XIX wieku, ul. Ratuszowa 12.
- Rynek,
- Plac Piastów,
- Ratusz,
- Cmentarz Żydowski

## Przyroda
W Twardogórze (w pobliżu przysiółka o nazwie Wesółka) rośnie jeden z największych w Polsce dębów, zwany Bliźniakiem. To potężne, dwupniowe drzewo, posiadające obwód 904 cm (w 2012), jego szacunkowy wiek to około 400 lat.

## Wydarzenia
- 22 lipca 1970 roku w 667 rocznicę nadania praw miejskich i przyłączenia do Polski w 1945 r. został odsłonięty pomnik na ul. Wielkopolskiej[13].
- W 1993 r. w mieście zrealizowano film Jańcio Wodnik.
- W 2005 została odrestaurowana płyta rynku wraz ze znajdującymi się na niej kamienicami.
- 20 kwietnia 2012 na rynku w Twardogórze odbyły się 8. Twardogórskie Dni Ziemi, a także happening „Zostawcie nam czysty kawałek świata”.
- Twardogórski kościół pw. Świętej Trójcy i Matki Boskiej został laureatem w ogólnopolskim konkursie „Zabytek Zadbany – edycja 2012”. W kategorii „architektura i konstrukcje drewniane” Twardogóra wygrała z obiektami w Kosieczynie, Nowym Warpnie i Radrożu. Podczas odbywających się 18 kwietnia 2012 obchodach Międzynarodowego Dnia Ochrony Zabytków w Stargardzie Burmistrz Miasta i Gminy Twardogóra Jan Dżugaj odebrał dyplom laureata oraz tablicę pamiątkową.

## Muzeum Regionalne przy ZSP Twardogóra

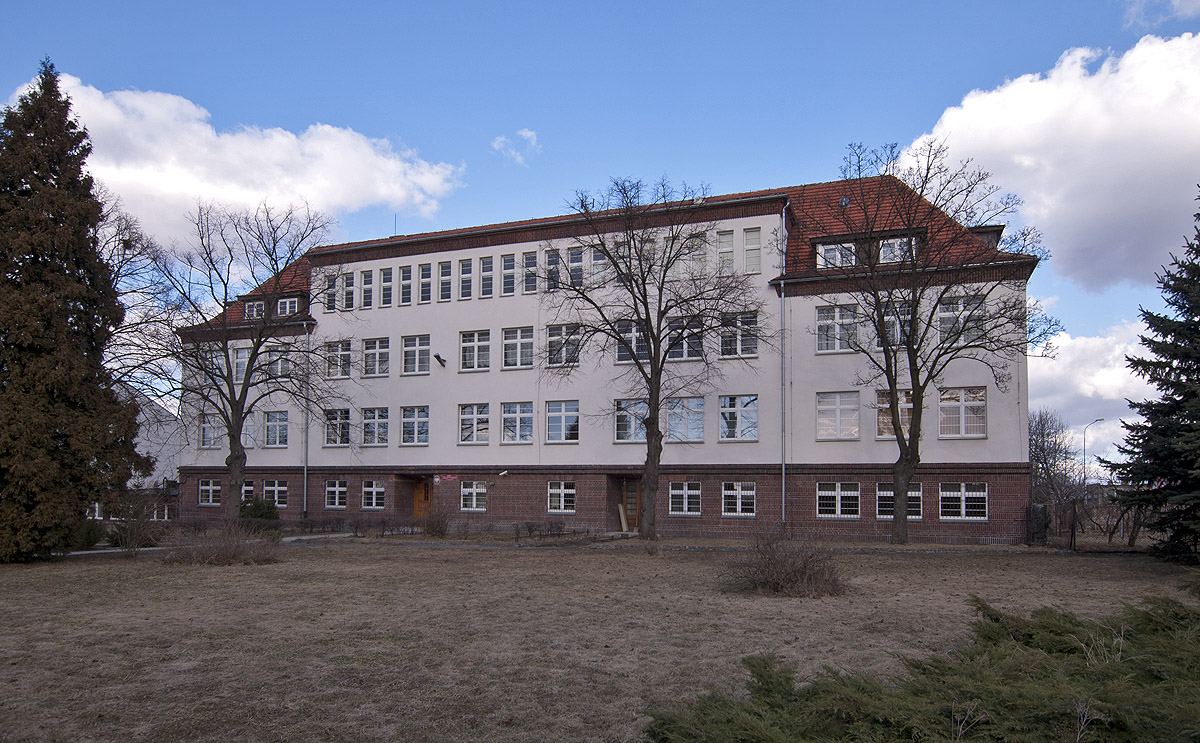
ZSP im. Jarosława Iwaszkiewicza

Historia muzeum szkolnego sięga niemalże początków funkcjonowania szkoły. Od 1957 do zbierania pamiątek historycznych dotyczących ziemi twardogórskiej i jej mieszkańców zachęcał nauczyciel historii i późniejszy dyrektor szkoły Alojzy Zielecki. Udało mu się zgromadzić liczne starodruki, dokumenty, numizmaty, zabytki kultury materialnej, a także broń białą. Ze względów lokalowych nie udało się wówczas utworzyć ekspozycji stałej.
Nie powiodły się również próby zorganizowania muzeum regionalnego w zabytkowym poewangelickim kościele w Twardogórze. W roku 1976 dyrektor Stanisław Sawicki podjął decyzję zorganizowania stałej ekspozycji zbiorów. Pracami związanymi z adaptacją pomieszczeń w obecnej sali 37 oraz ekspozycją zbiorów kierował nauczyciel-pasjonat Alojzy Jan Wieczorek. Ekspozycję stałą udostępniono 15 lutego 1977 i nadano jej miano Muzeum Szkolnego Ziemi Twardogórskiej. Alojzy Wieczorek był opiekunem muzeum do 31 sierpnia 2007. Przez ponad 30 lat pracował nad wzbogacaniem i opracowywaniem zbiorów wciągając do pracy młodzież. Współpracował z różnymi organizacjami i instytucjami. W czerwcu 1977 zorganizowano pierwsze uroczyste spotkanie z pracownikami muzeów wrocławskich połączone z prezentacją zbiorów muzealnych ziemi twardogórskiej.
W 1993 ekspozycję udostępniono do zwiedzania uczestnikom sesji popularnonaukowej kończącej obchody 700-lecia Twardogóry. We wrześniu 1995 ekspozycję zwiedzili także uczestnicy Dolnośląsko-Wielkopolskiego Spotkania Regionalnego zorganizowanego w szkole. W lutym 1997 odbyło się z kolei konwersatorium animatorów kultury regionalnej województwa wrocławskiego.
W roku szkolnym 1998/1999 zbiory muzealne przeniesione zostały do nowej siedziby (pomieszczenia po poradni psychologiczno-pedagogicznej). Od września 2007 opiekunem muzeum jest Katarzyna Krzywda. W 2008 szkoła obchodziła jubileusz 60-lecia. Z tej okazji muzeum zostało udostępnione do zwiedzania wszystkim uczestnikom zjazdu.
W latach 2009/2010 i 2011/2012 w muzeum realizowane były zajęcia w ramach projektu „Modernizacja kształcenia zawodowego na Dolnym Śląsku”. W maju 2012 muzeum udostępnione było do zwiedzania dla mieszkańców miasta. Zgromadzone zbiory nieprzerwanie służą realizacji edukacji regionalnej, udostępniane są uczniom, służą do organizowania wystaw tematycznych, wykorzystywane są przy pisaniu prac m.in. magisterskich.
Samo muzeum również zostało wrzucone do internetu,można znaleść tam stare zdjęcia szkoły,mapy, i wiele starszych zdjęć które nie były dostępne w internecie.

## Wspólnoty wyznaniowe
- Kościół rzymskokatolicki:
  - parafia Matki Bożej Wspomożenia Wiernych w Twardogórze
- Świadkowie Jehowy:
  - zbór Twardogóra (Sala Królestwa ul. Mickiewicza 33)[15]

## Galeria zdjęć Twardogóry

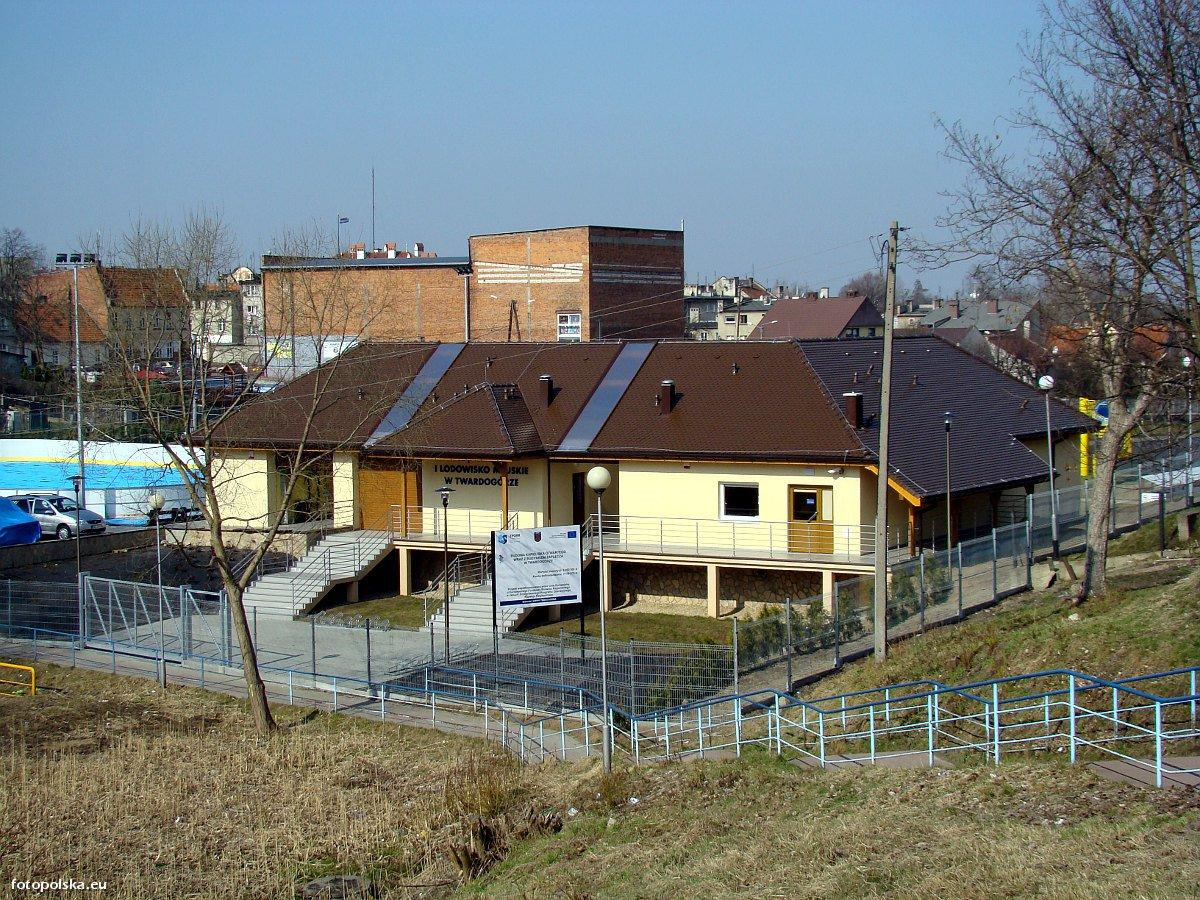
Basen i lodowisko
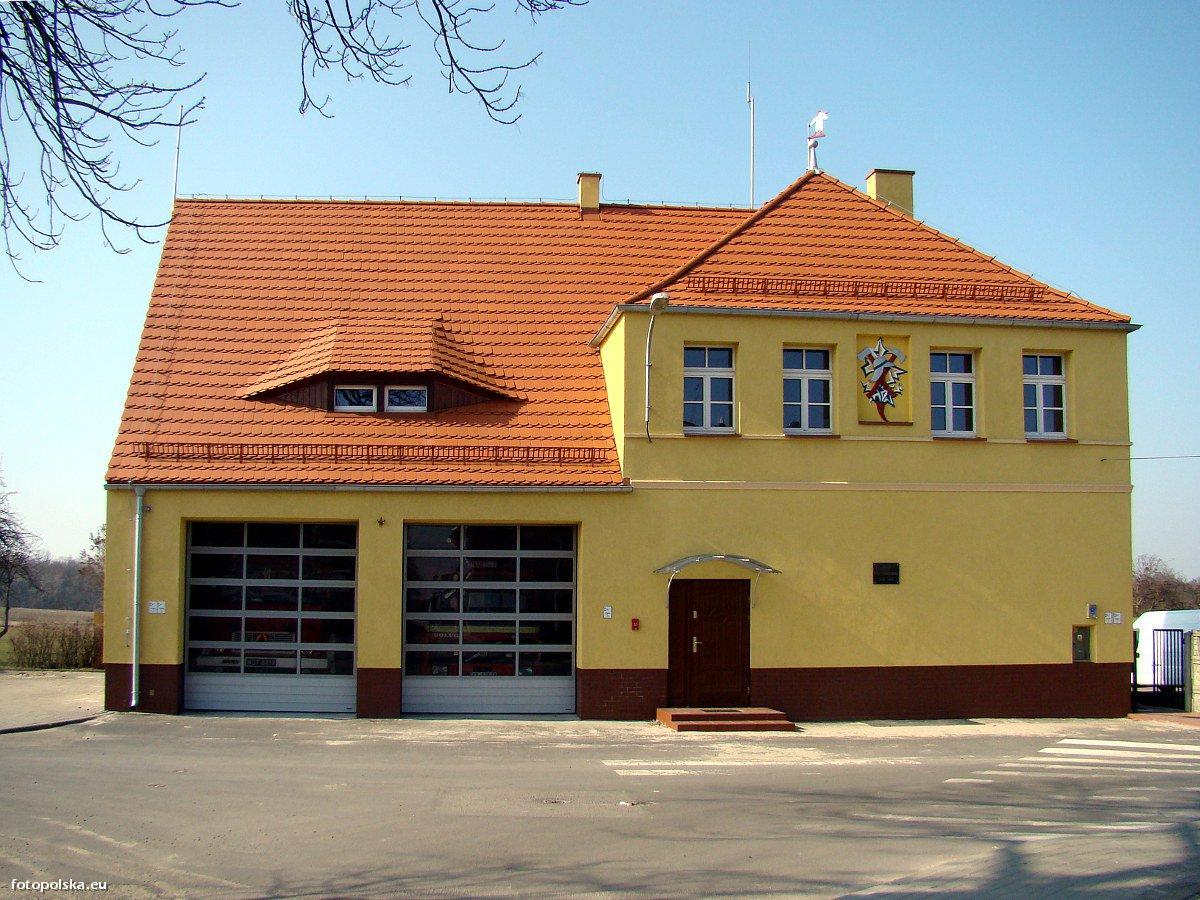
Remiza strażacka
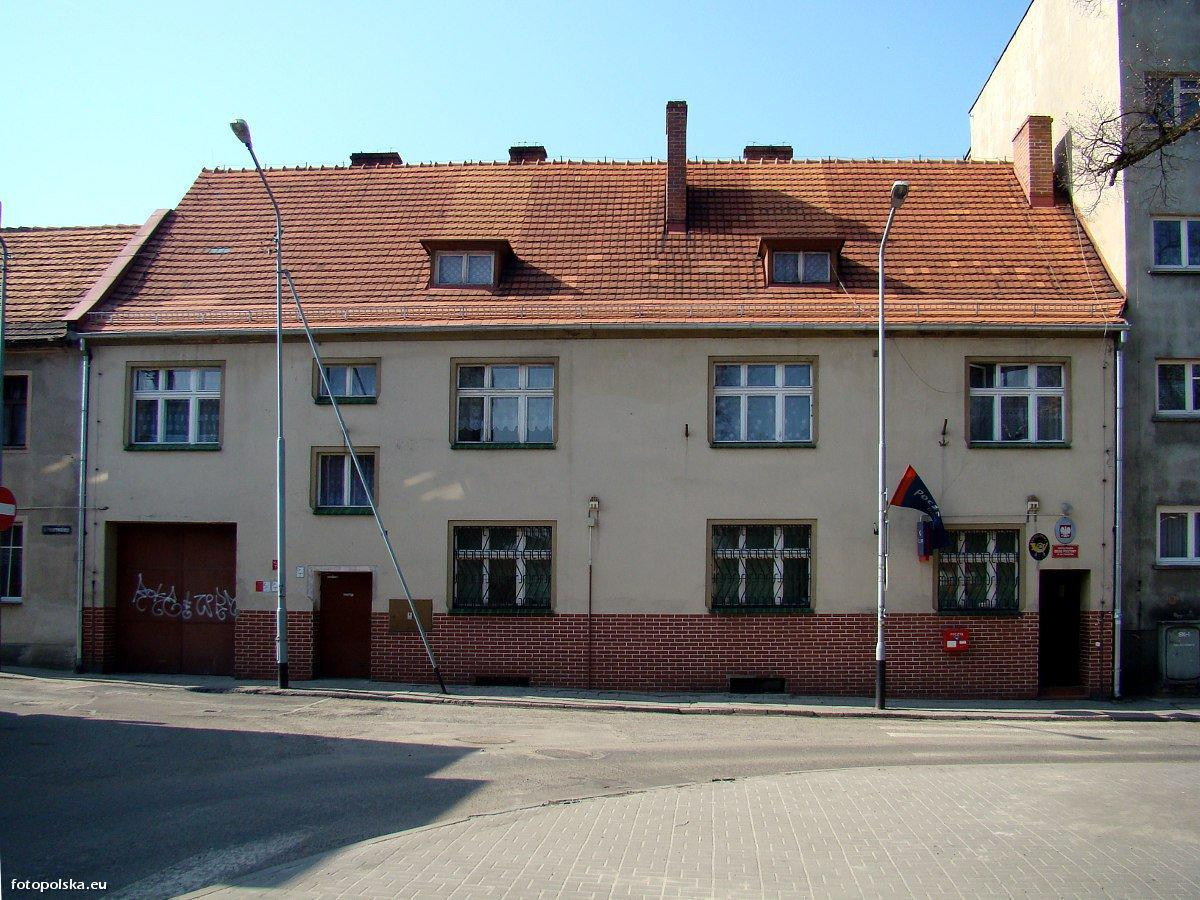
Urząd pocztowy
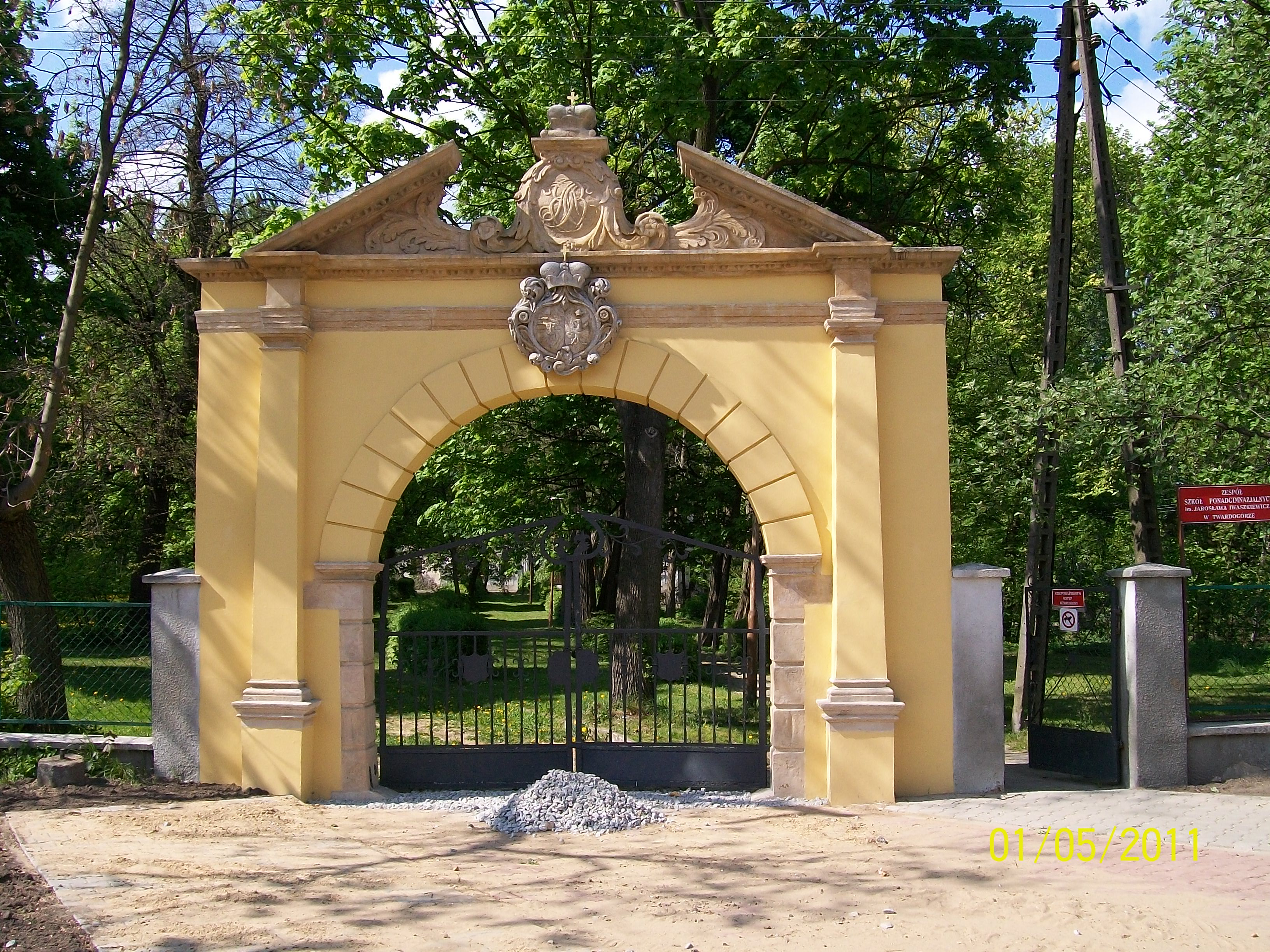
Brama pałacowa
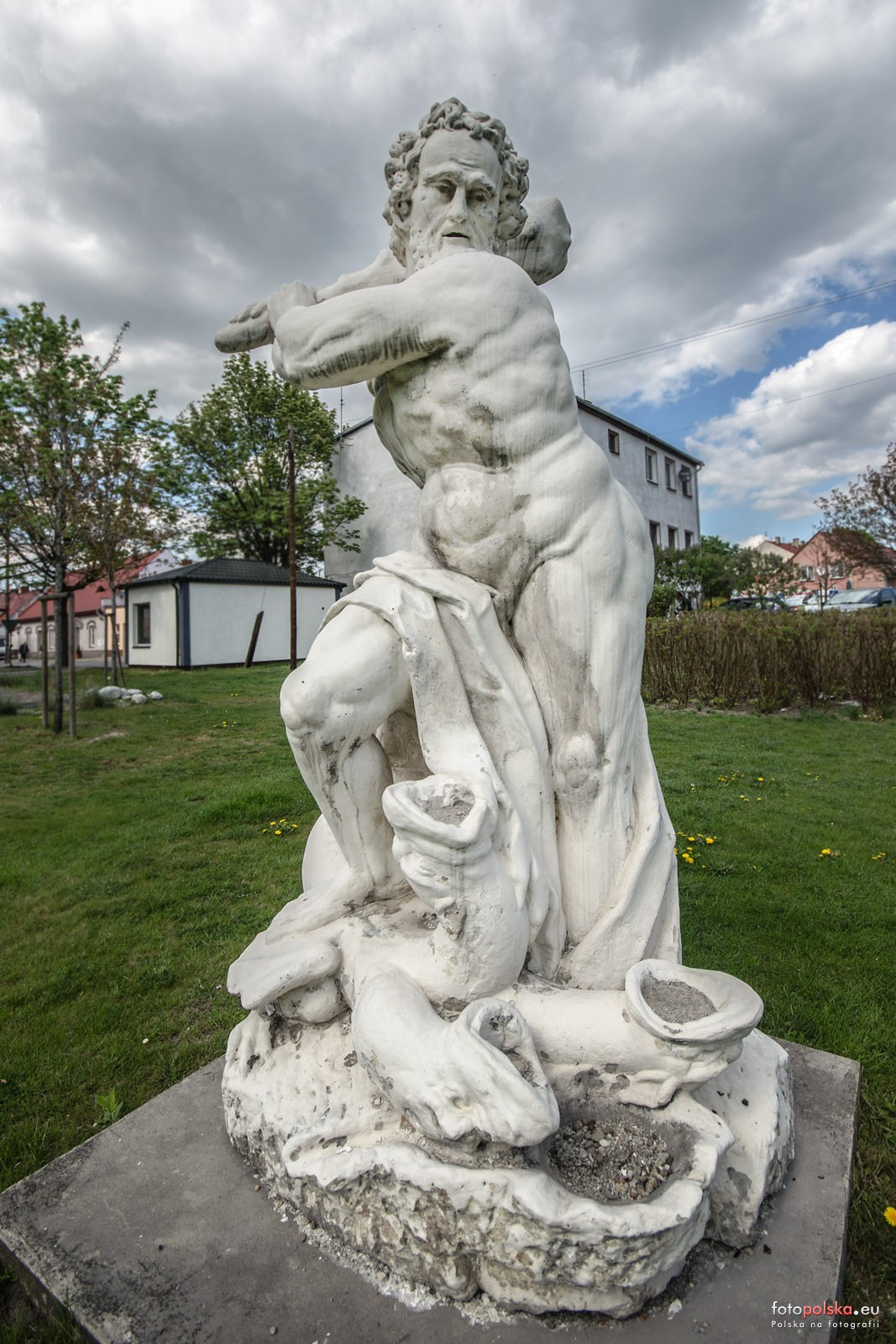
Posąg Herkulesa
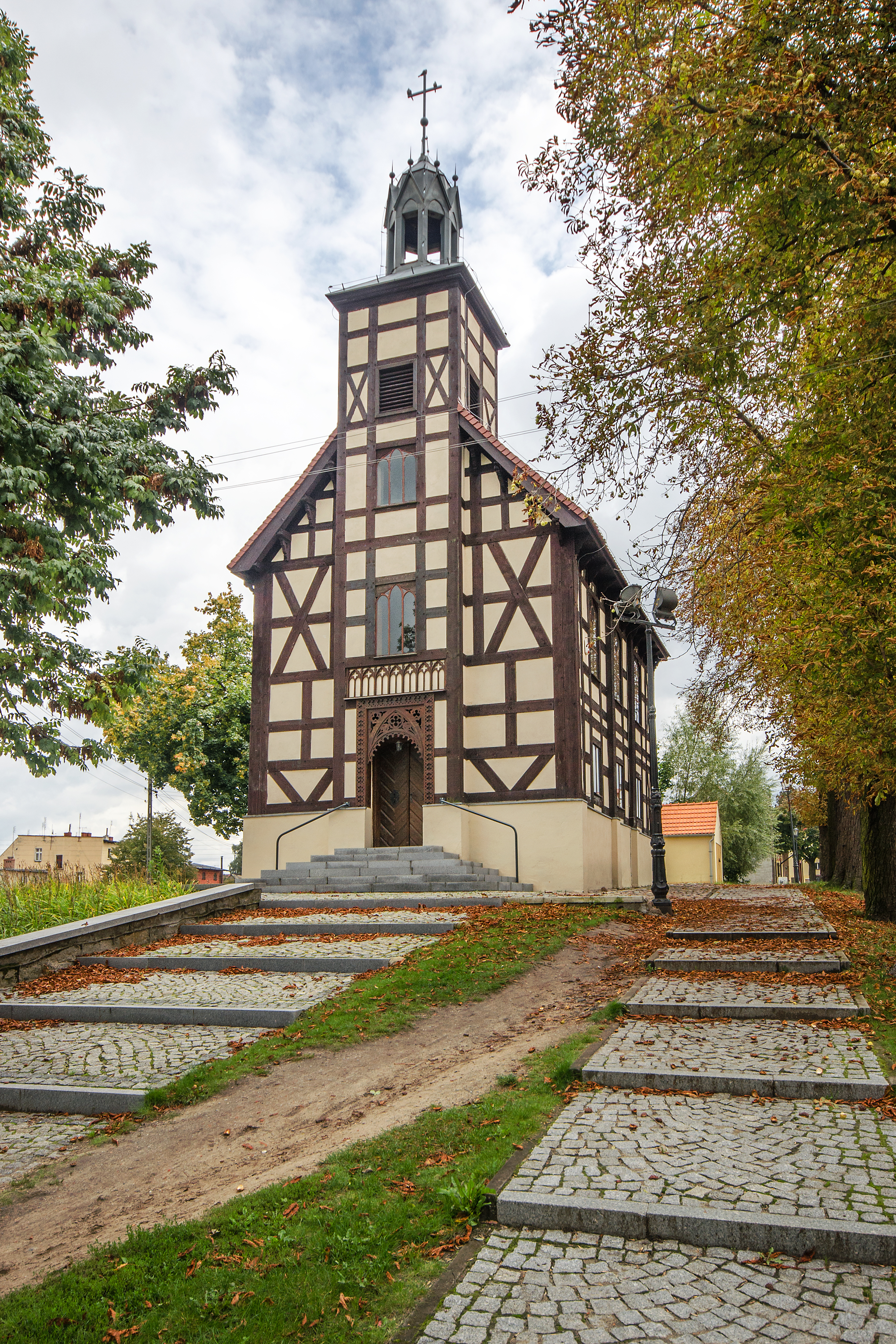
Szachulcowy kościół Świętej Trójcy i MB
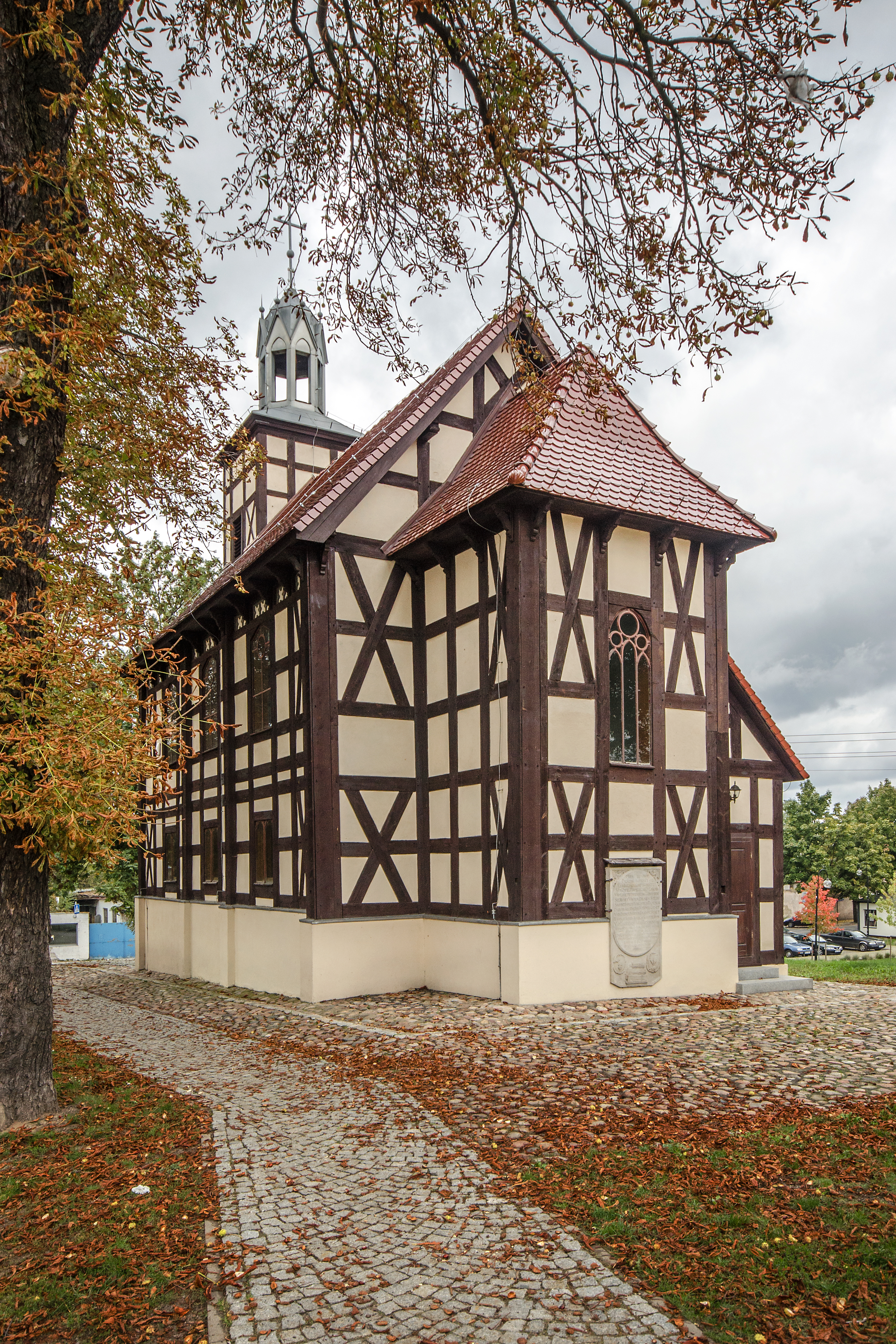
Kościół Świętej Trójcy i MB
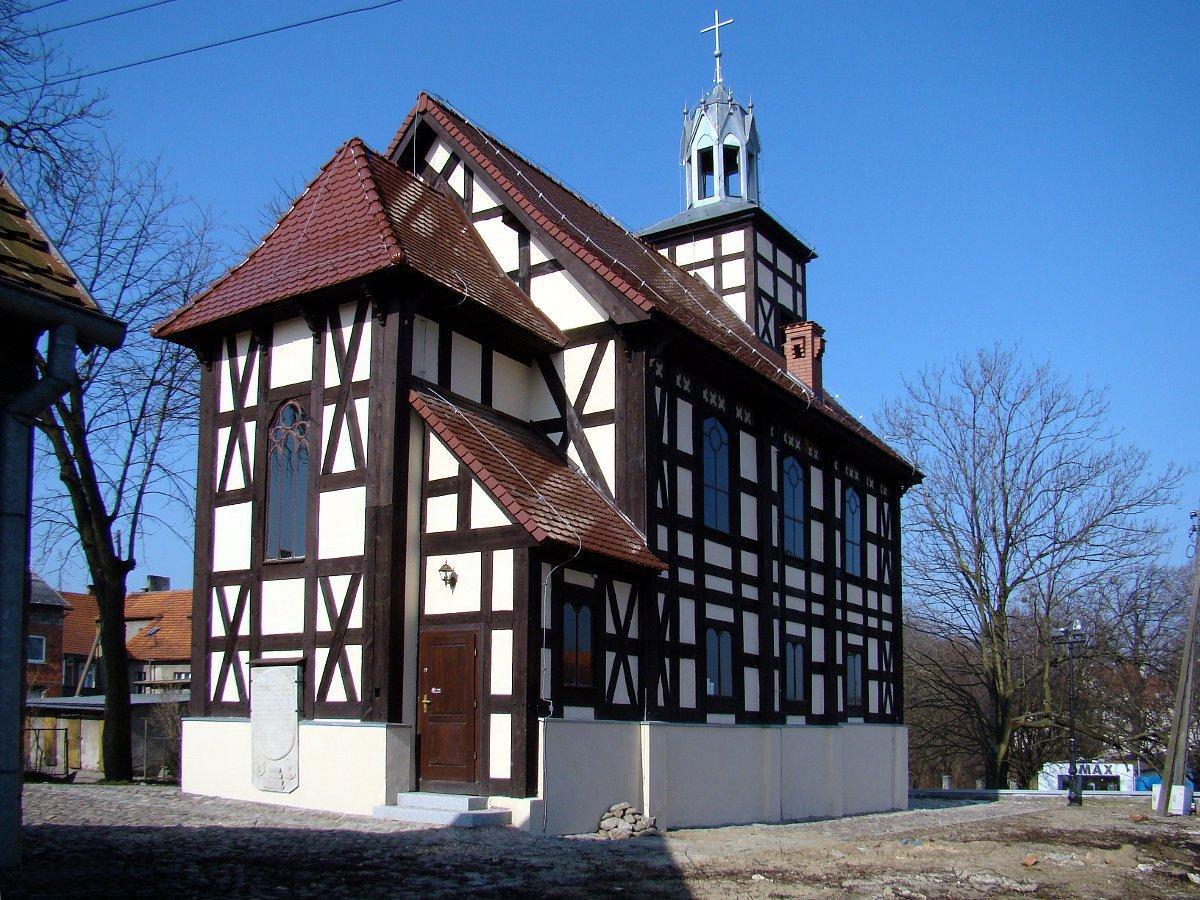
Kościół Świętej Trójcy (bok)
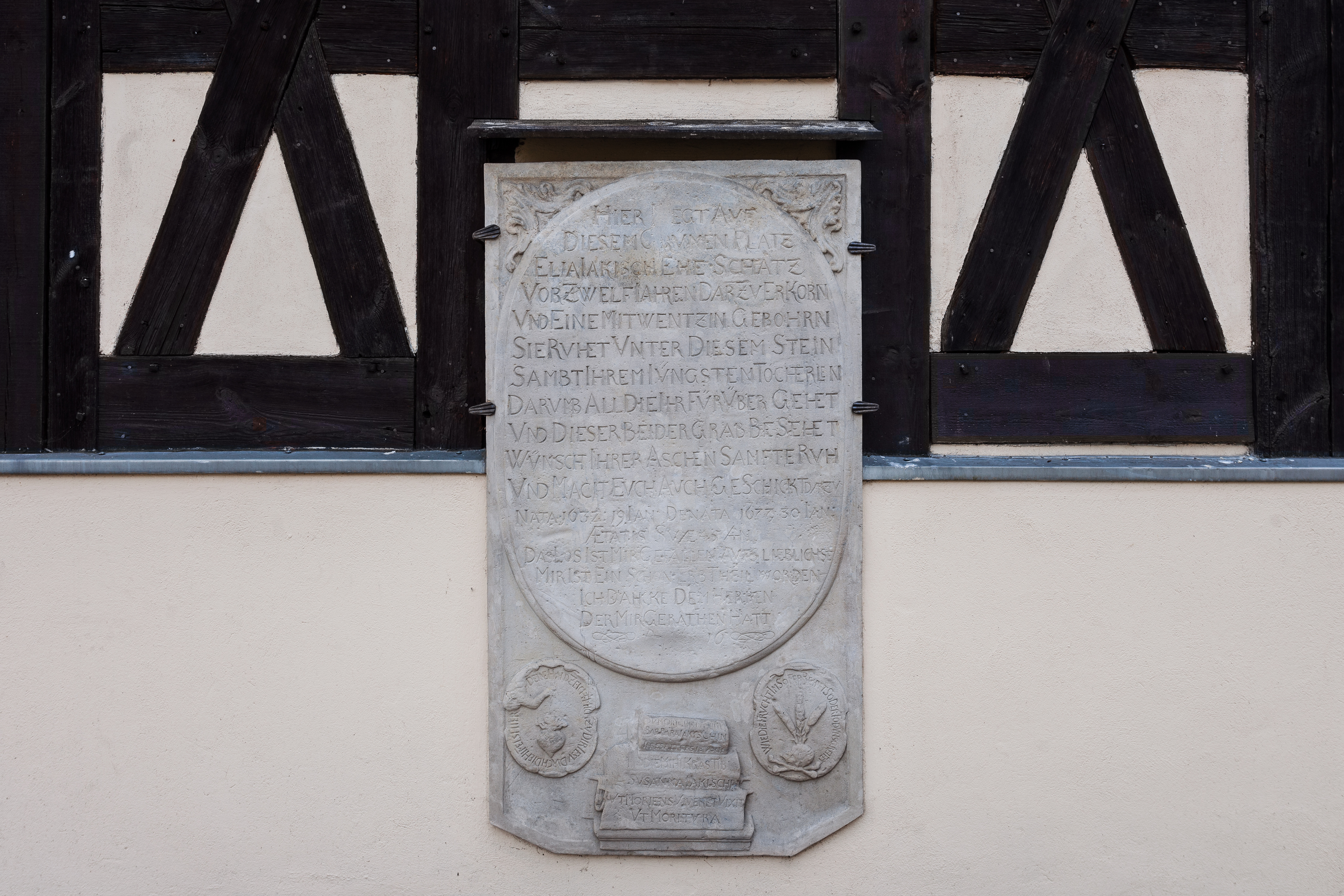
Kościół Świętej Trójcy; epitafium z piaskowca rodziny Jakischin, pochodzące z końca XVII wieku
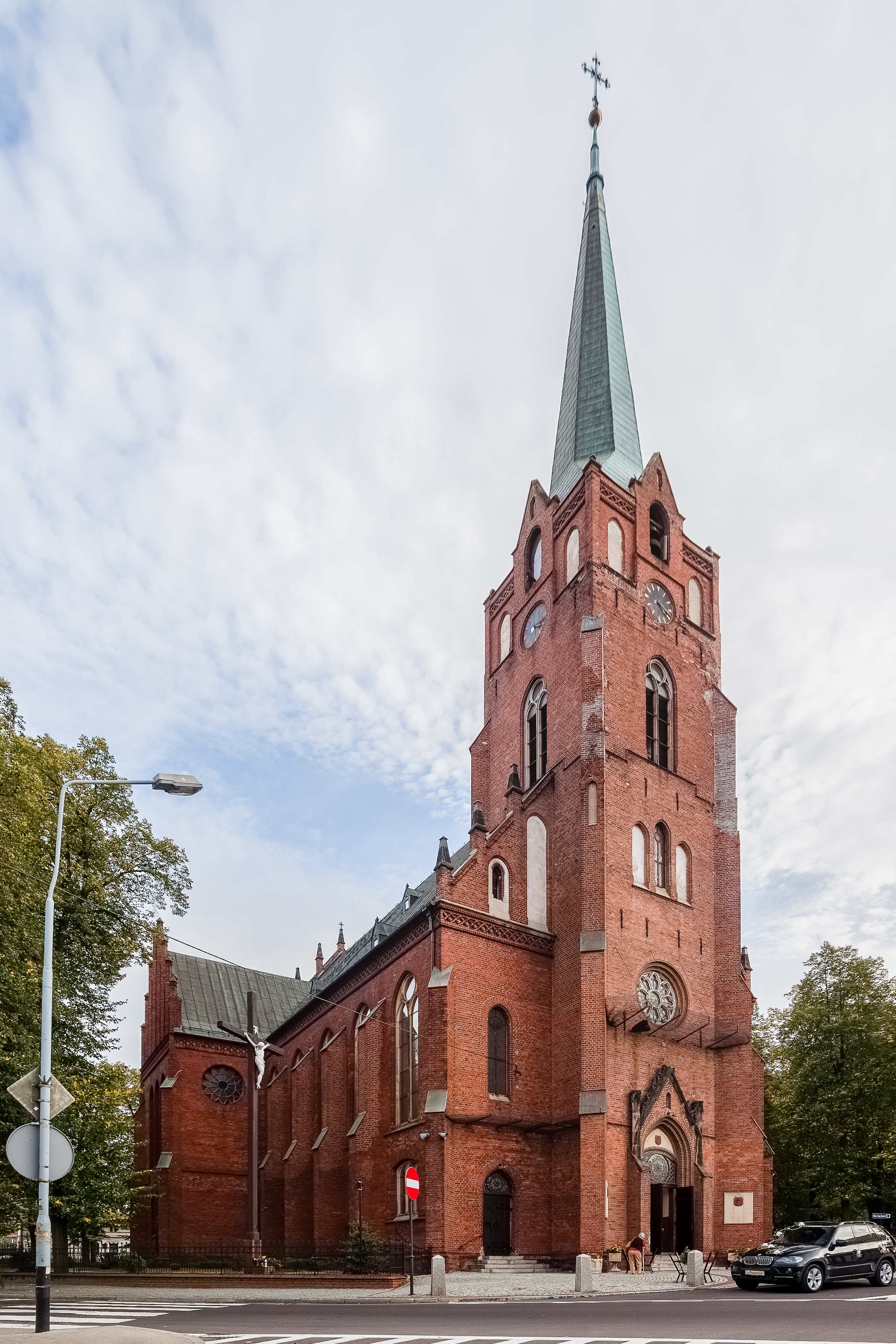
Bazylika i Sanktuarium Matki Bożej Wspomożenia Wiernych, dawniej kościół ewangelicki
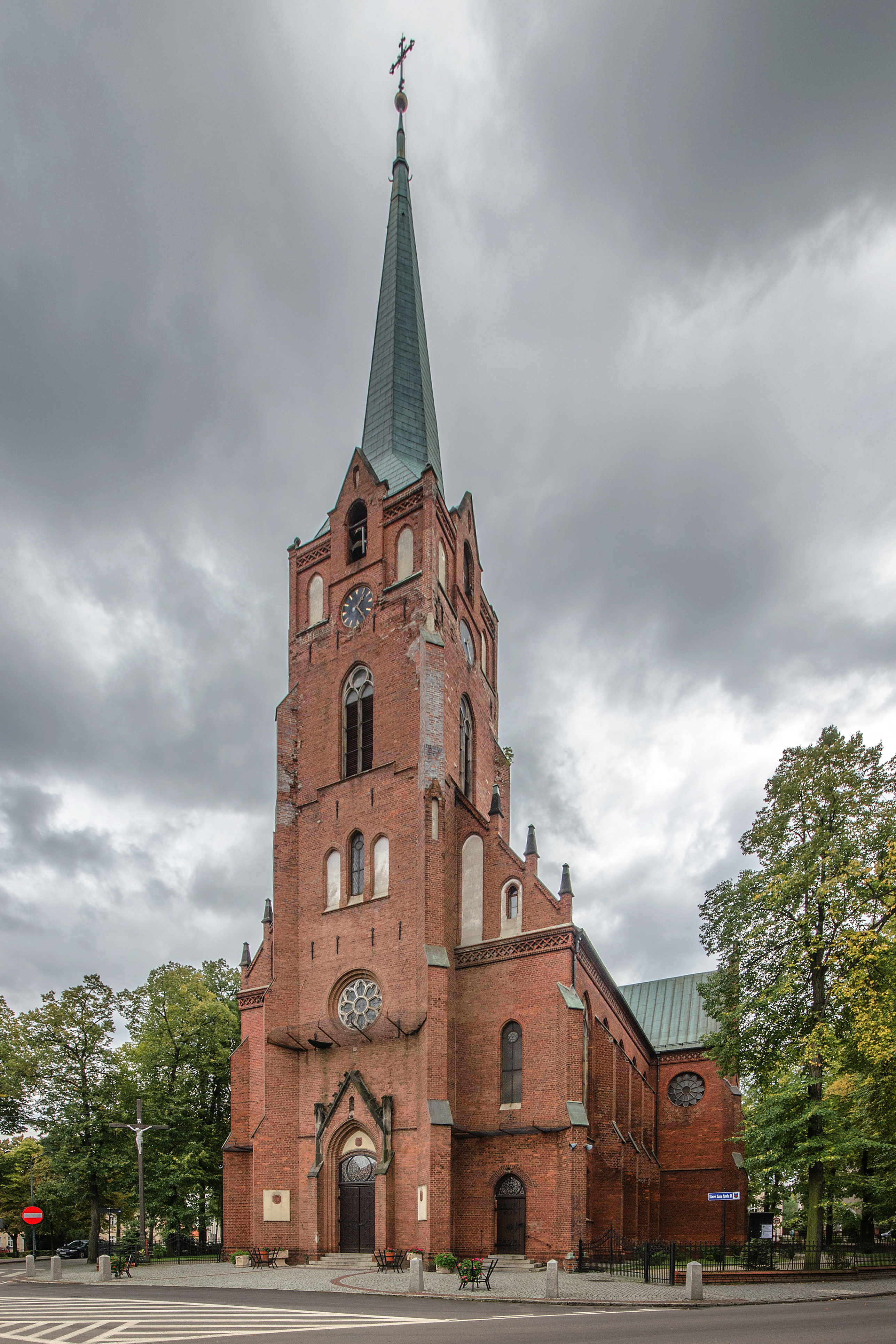
Bazylika Matki Bożej Wspomożenia Wiernych
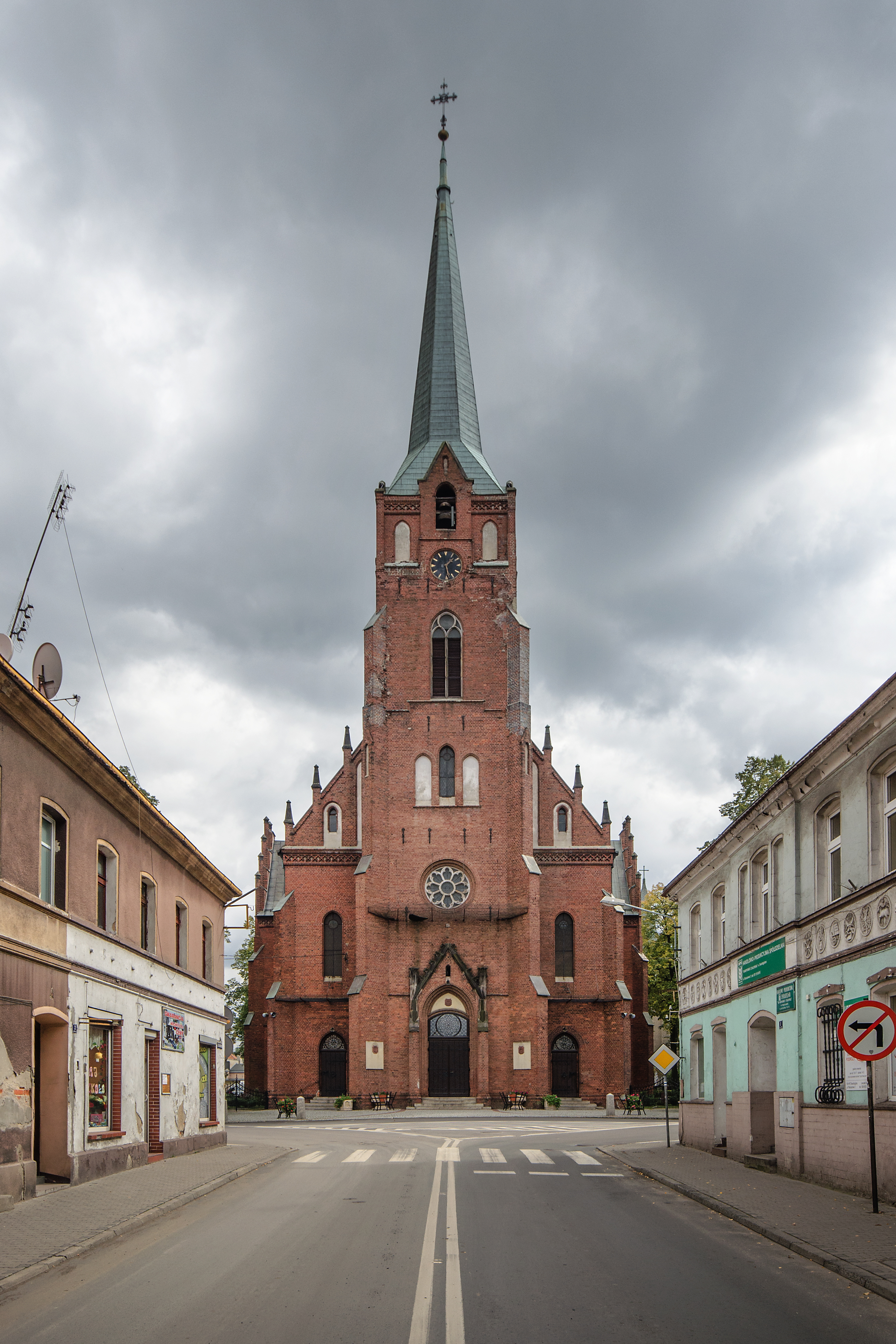
Bazylika Matki Bożej Wspomożenia Wiernych
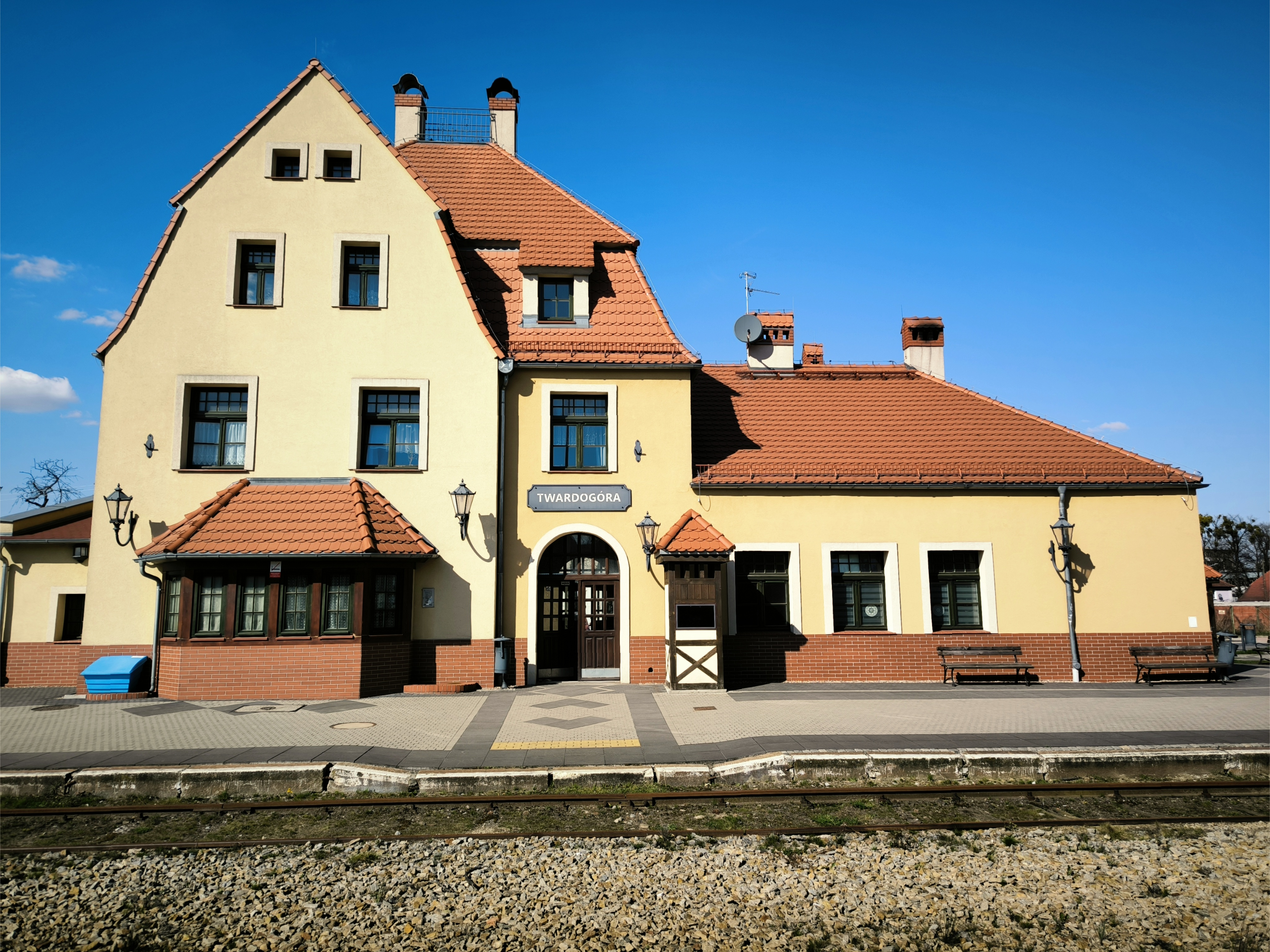
Dworzec kolejowy